# Ivan 4. af Rusland
Ivan den 4. af Rusland (russisk: Иван IV Васильевич, tr. Ivan IV Vasilevitj også kendt som Ivan den Grusomme; russisk: Ива́н Гро́зный, tr. Ivan Groznyj; født 25. august 1530, død 18. marts/28. marts (juliansk/gregoriansk kalender) 1584) var den første russiske hersker, som tog titlen zar. I Rusland er han også kendt som Ivan Vasiljevitj. Tilnavnet 'Den Grusomme' dækker fint, men skyldes en fejloversættelse af hans russiske tilnavn; en korrekt oversættelse er 'Gudsfrygts konge' eller 'den Frygtindgydende'. Det er i forskellige former et på den tid meget brugt tilnavn til en monark, som med magt udførte Guds vilje. Han regerede som storfyrste af Moskva fra 1533 til 1547 og som den første zar i Rusland fra 1547 til 1584.
Ivan var søn af Vasilij 3., der regerede Storfyrstendømmet Moskva, og blev i en alder af tre år udnævnt til storfyrste ved farens død. En gruppe af reformister ("Det valgte råd") støttede den unge storfyrste, og erklærede ham i 1547 som zar (kejser) af hele Rusland, da han var 16 år. Zar-Rusland var derved etableret med Moskva som den dominerende magt. Ivan 4.'s regeringstid var karakteriseret ved Ruslands omdannelse fra en middelalderstat til et imperium under zaren, men også af de enorme omkostninger, som denne transformation påførte landets befolkning og dets økonomi.
Ivan 4. reformerede det russiske samfund, herunder ved opdateringen af Ivans bedstefaders (Ivan 3.), lovbog Sudenik. Ved Ivan 4.'s opdatering af lovbogen til en ny Sudebnik i 1550 blev den russiske stats administration og organer styrket på bekostning af bojarernes og kirkens magt.
Som ung erobrede Ivan 4. khanaterne Kasan og Astrakhan. Efter at have konsolideret sn magt skilte Ivan sig af med sine rådgivere/formyndere i "Det valgte råd" og startede Den livlandske krig, som hærgede Rusland og resulterede i tabet af Livland og Ingermanland, men tillod ham at etablere større autokratisk kontrol over Ruslands adel, som han udrensede voldsomt og brutalt under 'opritsjninaen'. De senere år af Ivans regeringstid var præget af massakren i Novgorod og tatarernes nedbrænding af Moskva i maj 1571.
Nutidige kilder præsenterer forskellige beretninger om Ivans komplekse personlighed. Han er beskrevet som intelligent og hengiven, men også tilbøjelig til paranoia, raseri, og mental ustabilitet, en tilstand, der udviklede sig med alderen. I et anfald af vrede myrdede han sin ældste søn og arving, Ivan Ivanovitj. Dette efterlod hans yngre søn, den politisk inkompetente Fjodor Ivanovitj, til at arve tronen, en mand hvis styre og efterfølgende barnløse død førte direkte til slutningen af Rurik-dynastiet og begyndelsen af Forvirringens tid i Rusland.

## Eftermæle
Ivan 4. er en kontroversiel person i Ruslands historie. På den ene side betragtes han som den, der foretog et opgør mod bojarerne og gennemførte en lang række reformer af det russiske samfund. På den anden side står hans brutale eliminering af sine modstandere, hans excentriske og paranoide adfærd, herunder drabet på sin egen søn.
Ivan 4.'s liv og levned har været genstand for adskillige film, herunder i Ivan den Grusommes død (1909) og i Sergej Eisensteins storfilm Ivan den Grusomme (1944).
På trods af Ivan den 4.'s betydning for udviklingen af Zar-Rusland blev han udeladt af monumentet Ruslands årtusinde, der blev rejst i 1862 i Velikij Novgorod i anledning af den russiske stats tusindårsjubilæum.